# Kiikoinen
Kiikoinen (Kikois en suédois) est une ancienne municipalité du sud-ouest de la Finlande, dans la région du Satakunta.
Elle n'était rattachée à la région du Satakunta que depuis 1997, car avant cette date elle fait partie de la région du Pirkanmaa.
Elle a fusionné au 1er janvier 2013 avec la ville de Sastamala dans la région du Pirkanmaa, changeant ainsi de région.

## Histoire
La petite commune agricole a une histoire assez récente. La paroisse n'a été créée qu'en 1847 à partir de l'ancienne paroisse de Tyrvää (aujourd'hui rattachée à Vammala). Elle n'est finalement devenue une commune qu'en 1904. L'exode rural a entraîné une diminution de plus de 50 % de sa population depuis 1930, le chiffre ne tendant à se stabiliser que depuis 2002.

## Géographie
La municipalité, largement plane, est traversée par la nationale 11 entre Pori et Tampere. Le petit centre administratif est blotti autour de son église en bois de 1851, au bord d'un petit lac. La commune compte neuf autres villages, huit d'entre eux ne dépassant pas le seuil de 100 habitants.